# 諾伊恩豪森錫芬河
51°5′6.4″N 7°33′0.8″E / 51.085111°N 7.550222°E
諾伊恩豪森錫芬河（德語：Neuenhauser Siefen），是德國的河流，位於該國西部，處於北萊茵-威斯特法倫州，屬於伍珀河的左支流，河道全長0.5公里，發源自馬林海德。